# Quintano
Quintano (Quintà in dialetto cremasco) è un comune italiano di 934 abitanti della provincia di Cremona, in Lombardia.

## Storia

### Simboli
Lo stemma e il gonfalone sono stati concessi con DPR del 25 settembre 1989. Il gonfalone è costituito da un drappo rettangolare di azzurro.

## Monumenti e luoghi d'interesse
- Chiesa di San Pietro Apostolo

## Società

### Evoluzione demografica
Abitanti censiti

### Etnie e minoranze straniere
Al 31 dicembre 2020 i cittadini stranieri sono 53 .

## Infrastrutture e trasporti

### Strade
Il territorio è attraversato da una sola strada provinciale:
- CR SP 2 Crema-Vailate

## Amministrazione
Elenco dei sindaci dal 1985 ad oggi.
| Periodo | Periodo   | Primo cittadino          | Partito                                                           | Carica  | Note |
| ------- | --------- | ------------------------ | ----------------------------------------------------------------- | ------- | ---- |
| 1985    | 1990      | Andrea Barbati Biondo    | Partito Comunista Italiano                                        | sindaco |      |
| 1990    | 1995      | Andrea Barbati Biondo    | Partito Comunista Italiano poi Partito Democratico della Sinistra | sindaco |      |
| 1995    | 1999      | Andrea Barbati Biondo    | lista civica di centro-sinistra                                   | sindaco |      |
| 1999    | 2004      | Mauro Pietro Tagliaferri | lista civica di centro-sinistra                                   | sindaco |      |
| 2004    | 2009      | Luigi Vailati            | lista civica                                                      | sindaco |      |
| 2009    | 2014      | Emi Zecchini             | lista civica                                                      | sindaco |      |
| 2014    | 2019      | Emi Zecchini             | lista civica                                                      | sindaco |      |
| 2019    | 2024      | Elisa Guercilena         | lista civica                                                      | sindaco |      |
| 2024    | in carica | Elisa Guercilena         | lista civica                                                      | sindaco |      |

### Altre informazioni amministrative
Tra il 1931 ed il 1947 il Comune di Quintano veniva soppresso ed aggregato al Comune di Pieranica.